# Szucsou (Anhuj)
Szucsou (kínaiul 宿州,  pinjin: Sùzhōu) prefektúra szintű város Kínában, Anhuj tartományban. Lakosainak száma 5 324 476 fő (2020).

## Népesség
| 2010 | 5 352 924 |
| 2020 | 5 324 476 |